# Голдстайн, Джозеф Леонард
Джозеф Леонард Голдстайн (англ. Joseph Leonard Goldstein — Го́лдстин; род. 18 апреля 1940, г. Кингстри, Южная Каролина) — американский медик и химик, пионер исследований генетики человека.
В 1985 году за свои исследования наследственной гиперхолестеринемии и открытие рецептора липопротеинов низкой плотности получил Нобелевскую премию по медицине или физиологии (вместе с Майклом С. Брауном). Его вклад в изучение наследственных болезней принёс ему множество других научных наград.
Член Национальной академии наук США (1980), иностранный член Лондонского королевского общества (1991).
Удостоен Национальной научной медали (1988). Член редколлегии Cell.

## Биография
Родился в Кингстри (Южная Каролина), в еврейской семье российского происхождения. Его родителям Исидору Гольдштейну и Фанни Альперт принадлежал магазин одежды. Семья отца эмигрировала в США из Ковно. В 1962 году окончил Университет Вашингтона и Ли в Лексингтоне, в 1966 году — Медицинскую школу Юго-Западного медицинского центра Техасского университета с дипломом врача.
В 2016 году подписал письмо с призывом к Greenpeace, Организации Объединенных Наций и правительствам всего мира прекратить борьбу с генетически модифицированными организмами (ГМО).

## Награды и отличия
- 1976 — Pfizer Award in Enzyme Chemistry[англ.]
- 1978 — Passano Award[англ.] одноименного фонда
- 1979 — Richard Lounsbery Award[англ.], «For their work in cholesterol biosynthesis»
- 1981 — Международная премия Гайрднера, «For their discovery of the role of receptor-mediated uptake of lipoproteins in the regulation of cholesterol metabolism»[13]
- 1984 — Премия Луизы Гросс Хорвиц
- 1985 — Премия Уильяма Аллана[англ.]
- 1985 — Премия Альберта Ласкера за фундаментальные медицинские исследования, «For the discovery of the basic mechanisms controlling cholesterol metabolism, opening the way to a new pharmacologic approach to the treatment of coronary heart disease, the leading cause of death in the Western world»[14]
- 1985 — Нобелевская премия по физиологии или медицине, «За выдающиеся открытия, касающиеся обмена холестерина и лечения нарушений уровня холестерина в крови.»
- 1987 — Keith R. Porter Lecture[англ.]
- 1988 — Национальная научная медаль США в номинации «Биологические науки», «For their historic discovery of the basic mechanisms controlling cholesterol metabolism, opening the way to a new pharmacologic approach to the treatment of cardiovascular disease, the leading cause of death and disability in the Western world»[15][16]
- 1999 — Премия Фонда Уоррена Альперта[англ.], «For their research in the development of statins which lower the level of cholesterol in the heart»
- 2002 — George M. Kober Medal[нем.]
- 2003 — Премия медицинского центра Олбани
- 2012 — Bard Lecture, Университет Джонса Хопкинса
- 2016 — Rolf Luft Award[нем.]